# Tidarren haemorrhoidale
Tidarren haemorrhoidale är en spindelart som först beskrevs av Philipp Bertkau 1880.  
Tidarren haemorrhoidale ingår i släktet Tidarren och familjen klotspindlar. Inga underarter finns listade i Catalogue of Life.